# 최기일
최기일(崔基一, 1922년 5월 1일 ~ 2005년 12월 1일 )은 대한민국의 독립운동가, 정치인, 교육인, 언론인이며 미국의 대학교수이다. 평안북도 삭주군 외남면 대관동에서 포목상을 경영하는 지주의 아들로 출생하였다. 일제강점기 후반의 학도병지원병제도에 반대하여 징집을 거부하다가 응징학도(應徴學徒)로 끌려가기도 했다.
최동선 여사의 직계 친척 남동생이며, 김원봉의 인척인 그는 광복 직후 월남, 1946년 이승만의 보좌관이자 정치인 윤치영의 공보비서로 활동하다 1948년 도미, 박정희 정권 출범 이후에는 김대중을 지지하였다가, 1997년 지지를 철회하였다. 군사 독재가 몰락한 1988년 이후 한국의 언론에 칼럼과 기사를 기고하는 등의 활동을 했다. 장준하, 김준엽의 고향 친구였으며, 약산 김원봉의 처가쪽 친족이었다.

## 인생 역정

### 생애 초기
평안남도 삭주군 외남면 대관동에서 포목상을 경영하던 최지흥(1882 ~ ?)의 아들로 태어났다.
유년기에 기독교가 서북으로 전래되면서 기독교에서 많은 영향을 받게 되었으며, 그의 저서 자존심을 지킨 한 조선인의 회상에서 생소한 기독교 교리가 전통적 유교사상과 충돌하는 과정에서 일어난 일화를 소개하기도 하는데, 기독교를 배척하는 이들이 기독교도에게 자주 던진 질문이 "너희는 돌에서 왔느냐"라는 말이었다고 한다.
민족주의 성향이 강했던 신의주공립고등보통학교에 입학하여 수학하는 동안 반일감정과 민족주의 의식이 싹텄다. 신의주고보 재학 때 김준엽·장준하 등을 만나 교류하였고 황국신민화 교육을 받았으나 거부하였다. 신의주공립고등보통학교를 졸업하고나서는 일본으로 건너가 게이오기주쿠의 구제전문학교에 해당하는 교육기관인 게이오기주쿠고등부(慶應義塾高等部)에 입학하였고, 재학당시 1학년 D반(一學年D組)이었다.
1943년 일제에 의한 조선인 학도지원병제도가 발표되자 그에게도 역시 학도병에 지원하라는 압박이 조여온다. 이를 거부한 최박사는 대신 평양 부근 승호리 오노다시멘트공장에 배치되어 해방 때까지 2년 동안 강제노역을 했다. 학도병이 되기를 거부하는 과정에서 수많은 일본 형사들로부터 학도병에 지원하라고 강요를 받기도 하였다.

### 광복 이후
1945년 8월 일본이 패망하고 조국이 독립을 하자 서울에 와서, 윤치영을 만나 면담, 그의 비서로 채용되었고 그의 주선으로 돈암장에서 생활하며 리승만 박사의 비서인 정치인 윤치영의 공보비서로 활동하였다. 이승만의 공보비서로 활동하는 과정에서 이승만 휘하의 독립촉성중앙청년회란 우익 청년단체에 가담하기도 하였다. 장준하는 그의 저서 <돌베개>에서 리승만의 공보비서인 그와 김구의 비서인 자신이 합작하여 이승만, 김구의 연합을 희망하였으나 이루어지지 못하였다고 하였다. 1946년 10월에는 윤치영의 전폭적인 추천으로 민주의원 비서에 선출되었다.
1947년 리승만의 공보비서관 직을 사퇴하고 미국 유학, 1951년 프린스턴 대학교에서 경제학을 전공하였고 이후 하버드 대학교에서 경제학 박사학위를 취득하였다. 이후 미국 윌리엄 & 메리 칼리지, 밴더빌트 대학교, 마이애미 대학교, 우스터 대학교 경제학과 교수를 역임하였고, 하버드-옌칭 연구소 소속의 연구원을 역임하기도 했다. 도미한 후에도 가끔 친구 장준하의 잡지 사상계에 미국의 정세나 경제학과 관련된 글을 작성하여 실기도 하였다. 박정희에 대해 비판적이었으며 계훈제 등과도 교류하였다. 1983년 김대중이 전두환 정권의 탄압을 피해 미국에 망명했을 때 그를 정치적으로 후원하였다가 뒤에 철회하였다.

### 생애 후반
1987년의 대통령 선거에서 김대중의 선거 유세 활동에 적극 참여하였고, 재야인사들에게 김대중에 대한 지지를 해줄 것을 호소하였다. 그러나 계훈제와 김준엽은 그의 김대중 지지 주장에 냉소, 회의적이었다.
1988년부터는 한국의 언론에 칼럼, 기사, 논설을 발표하기도 했다. 1998년 김대중과 김종필이 DJP연합으로 대통령에 당선되자 김대중에 대한 30년의 지지를 철회했다.
2002년 저서 <자존심을 지킨 한 조선인의 회상>을 출간하였다.
2005년 12월 1일 폐렴으로 미국 메사추세츠 주 브루클라인에서 향년 83세의 나이로 세상을 떠났다.

## 저서
- <자존심을 지킨 한 조선인의 회상>(생각과 나무)

## 기사
- 크랑크를 돌리자: 한국경제 임상진단을 위하여 (1959.12, 사상계)
- 이 시대의 지도자 (1960.9, 사상계)
- 케네디 행정부와 우리의 각오 (1961, 사상계)

## 논문
- Tokugawa Feudalism and the Emergence of the New Leaders of Early Modern Japan (1956)
- Shibusawa Eiichi and His Contemporaries: A Study of Japanese Entrepreneurial History (1958)
- Confucianism and the Modern World (1969)
- Echnological Diffusion in Agriculture under the Bakuhan System (1971)

## 사상
그는 박정희 정권을 상당히 비판적으로 봤는데, 그 이유는 박정희 정권이 한국 최초의 쿠테타 정권이라는 점과 박정희가 한국 최초의 독재자였기 때문이라고 밝혔다. 그리고 임재경 기자와의 인터뷰에서 신의주고보 재학시절 대개 친일성향이 강했던 동창들이 박정희처럼 사관학교에 지원하여 군인이 되는 경우가 많았다고 밝히기도 했다.

## 기타
- 임정 군무부장과 조선의용대 대장을 지낸 김원봉의 후처 최동선이 그의 친척이었다. 유년기 이후 연락이 끊겼으나 그는 경성에 있을 때 친척의 딸인 최동선과 김원봉의 결혼 소식을 접하게 되었다.
- 그는 일제강점기 당시 이승만과 김구를 강도, 테러리스트, 파시스트로 모는 서울대학교 학생들에게 박헌영은 얼마나 위대한 인물이냐며 항의하였다. 이후 자신의 아버지 최지흥이 6.25 전쟁 당시 인민 재판을 당하고 북한과 중국 국경지대를 떠돌다가 아사한 것을 두고 평생 공산주의자들에게 원한, 반감을 갖기도 했다.
- 일제강점기 시절 창씨개명을 할 때 성을 ‘다케야마(武山)’라고 정했고, 그가 재학했던 게이오기주쿠 고등부 명부에는 다케야마 기이치(武山基一)라는 이름으로 기록되어있다.

## 가족
- 아버지 : 최지흥(1882년 ~ ?)
- 어머니 :
  - 누나 : 최기화
- 처 : 조순
- 인척 : 김원봉, 호는 약산.

## 같이 보기
| - 김성수 - 계훈제 - 김준엽 - 김구 - 이승만 - 윤치영 - 돈암장 - 장준하 - 안재홍 | - 윤보선 - 김대중 - 김영삼 - 박정희 - 장면 - 김원봉 - 조만식 - 함석헌 - 김동길 |